# 伊世同
伊 世同（い せどう、1931年4月25日 - 2008年7月）は、中国の天文史学家である。長年、北京天文館、北京古観象台に勤め、国内外の歴史的な星図や観測機器、観測施設の歴史などの調査研究に尽力した。伊が編纂し星図を描いた『中西对照恒星图表 1950.0』は、中国天文学と西洋の天文学を地続きにする労作として称賛される。

## 略歴
伊世同は、1931年4月25日、吉林省吉林市で生まれた。美術を学んで中学校の教員となり、天文学は独学で身に着けた。
1956年、国務院の4部局と中国科学院の合同による委員会の招聘で、北京天文館に着任した。その後、定年まで北京天文館、及び北京天文館が管理する北京古観象台に勤務し、1991年に退職した。
伊世同は、登封観星台を保存し、博物館施設とするための中国天文博物院を設立し、その院長も務めた。2008年7月、世界文化遺産登録に向けた調査のため登封市を訪れた際、心不全で倒れ、そのまま77歳で亡くなった。

## 業績

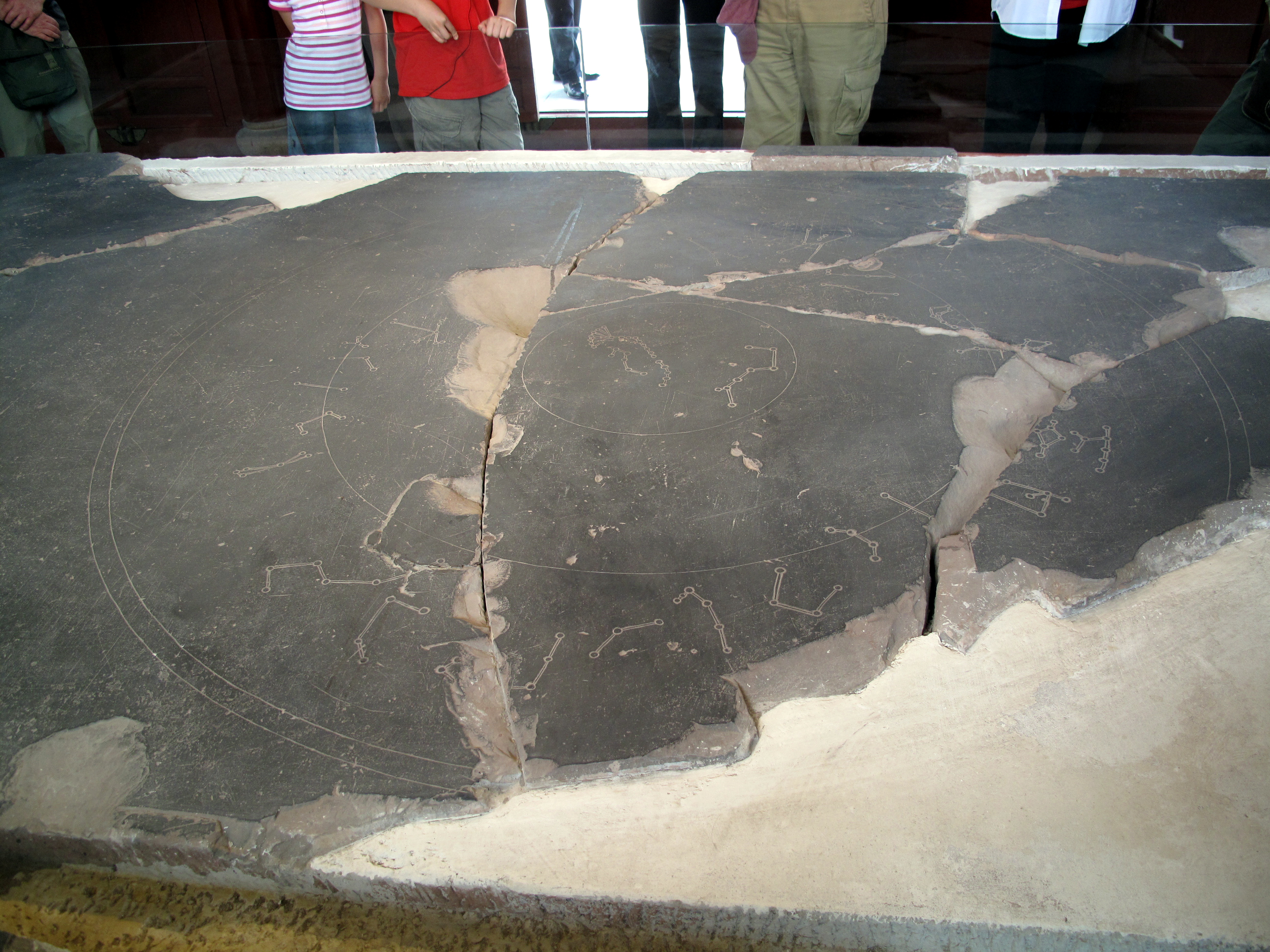
銭元瓘王墓で発見された石刻星図。

北京天文館、北京古観象台に務めた伊世同は、古今東西の星図や、歴史的な天文観測機器、天文学や天文観測施設の歴史などの調査研究を行っていた。その成果は、10冊の著書、300あまりに上る論文で発表されている。呉越の王・銭元瓘と王妃の墓にあった、現存する最古のものとされる石刻星図の調査報告や、雍和宮の時輪殿（通称数学殿）が所持していた天文機器などの目録作成、紫金山天文台が保管していたグノモンの影を測るものさし（量天尺）から明代の1尺の長さを24.525センチメートルと突き止めるなど、様々な業績があるが、最も特筆すべきものは、『中西对照恒星图表 1950.0』 の発行である。
『中西对照恒星图表 1950.0』 は、星図と星表の2分冊で、1981年に科学出版社から出版された。伊と共同研究者たちは、この星図・星表の作成に20年を費やした。中国と西洋の星名を一致させる研究は、グスタフ・シュレーゲルや土橋八千太が、清朝滅亡後は中国でも趙元任や高魯らが発表しており、それぞれ重要な成果である。しかし、伊らの『中西对照恒星图表 1950.0』は、(1) 肉眼等級の恒星を網羅、(2) 高い精度の赤道座標、(3) 国際天文学連合の星座と中国天文学の星官を重ね合わせ一目で比較できる星図、(4) 星官、星名、番号の完全な一覧、といった要求を全て実現し、完成度と利便性において同種の書籍の中で突出しており、中国天文学の研究に新たな地平を開いたと評価される。この星図は、先んじて『中国大百科全書』第1巻の『天文学』に掲載され、多くの研究者に参照され、ジョゼフ・ニーダムもネイチャー誌上で称賛している。

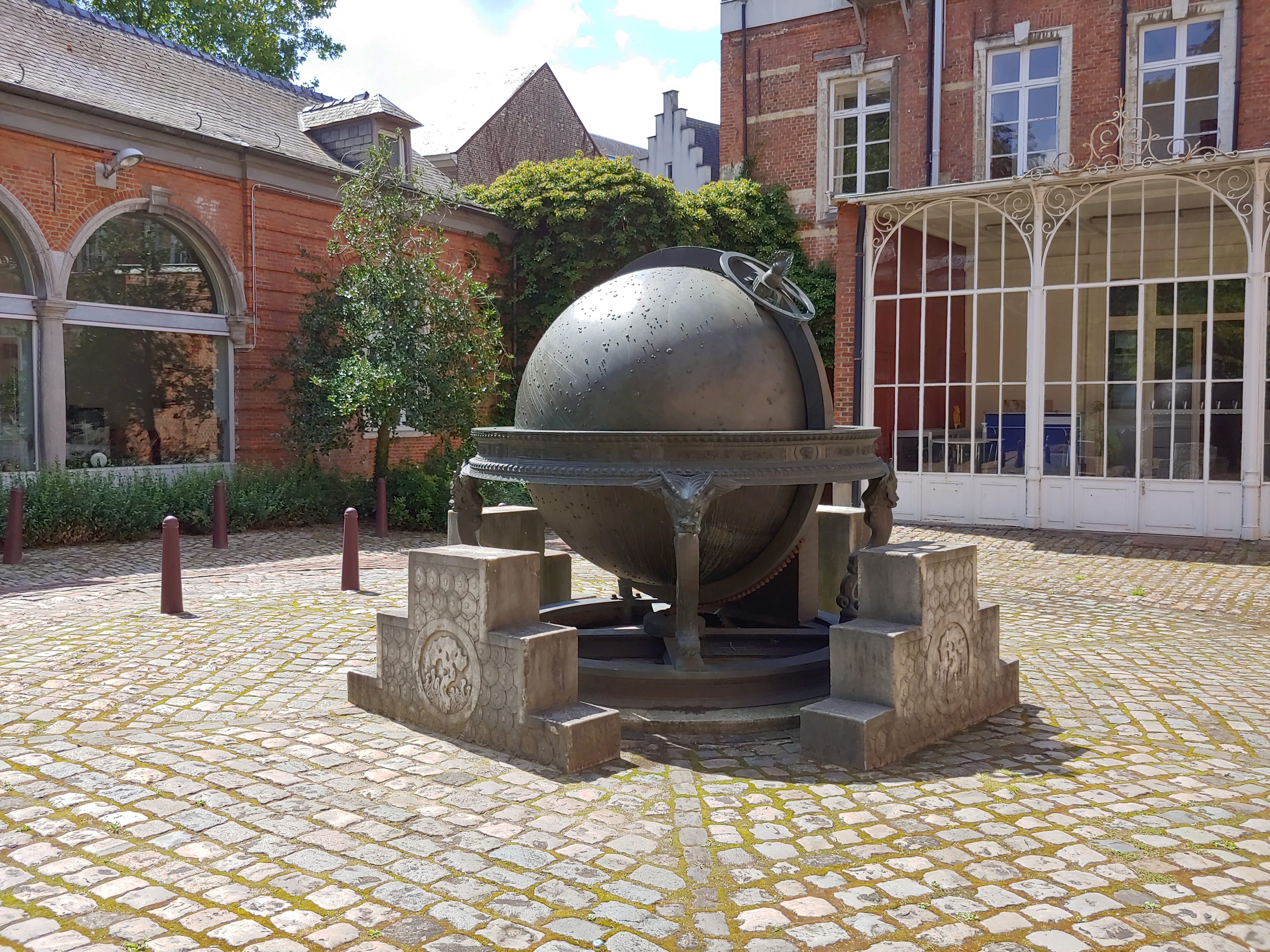
ルーヴェン大学に設置されたフェルビースト作の天球儀の複製。

伊は、西側諸国との天文学における交流にも熱心であった。特に、北京古観象台の観測機器とゆかりのあるフェルディナント・フェルビーストの祖国ベルギーでは、フェルビーストが康熙帝のために作成した巨大天球儀の完全な複製を、フェルビーストの母校ルーヴェン大学に設置するため東奔西走し、1989年に実現した。